# 乌尔克河畔利济
烏爾克河畔利济（法語：Lizy-sur-Ourcq，法語發音：[lizi syʁ uʁk] ⓘ）是法國中北部塞纳-马恩省的一个市镇，属于莫城区。

## 地理
乌尔克河畔利济（49°1'31"N, 3°1'19"E）面积11.16 平方千米，位于法国法蘭西島大區塞纳-马恩省，该省份为法国北部内陆省份，北起瓦兹省，西接埃松省、马恩河谷省、塞纳-圣但尼省和瓦兹河谷省，南至卢瓦雷省，东南接约讷省，东临马恩省和奥布省，东北接埃纳省。
与乌尔克河畔利济接壤的市镇（或旧市镇、城区）包括：奥凯尔、勒普莱西普拉西、泰鲁阿讷河畔孔日、马恩河畔马里、米尔蒂安地区迈。

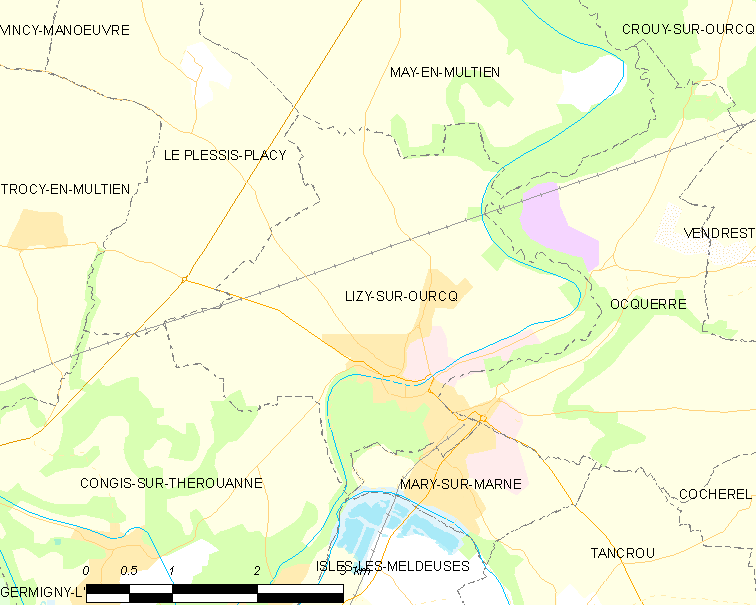
乌尔克河畔利济的OSM定位图

乌尔克河畔利济的时区为UTC+01:00、UTC+02:00（夏令时）。

## 行政
乌尔克河畔利济的邮政编码为77440，INSEE市镇编码为77257。

## 政治
乌尔克河畔利济所属的省级选区为拉费泰苏茹阿尔县。

## 人口

1962-2008年间乌尔克河畔利济人口变化图示

乌尔克河畔利济于2022年1月1日时的人口数量为3575人。